# Ținutul Tutova
Ținutul Tutova a fost unul dintre ținuturile Principatului Moldova, făcând parte din Țara de Jos și având centrul administrativ la Bârlad. El se învecina la vest cu Ținutul Tecuciului, la nord-vest cu Ținutul Romanului, la nord cu Ținutul Vasluiului, la est cu Ținutul Fălciu și la sud cu Ținutul Covurluiului. 
Ținutul Tutova a existat de la începutul secolului al XV-lea și până în anul 1864, când ținuturile au fost desființate, iar teritoriul României a fost reorganizat în unități administrativ-teritoriale denumite județe. 

## Localizare
Ținutul Tutova se afla într-o zonă colinară împădurită din partea de sud a podișului Moldovei, foarte lungă și strâmtă, străbătută de râurile Tutova și Bârlad și mărginită la vest de râul Zeletin și parțial la nord-est de râul Bârlad. Dealurile coboară de la altitudinea de peste 400 de metri (la vest) până sub 200 de metri (la est), pe văile afluenților Bârladului. 
Teritoriul ținutului a variat în diferite perioade, cuprinzând orașul Bârlad și târgurile Ghidigeni, Murgeni și Puiești. 

## Stemă

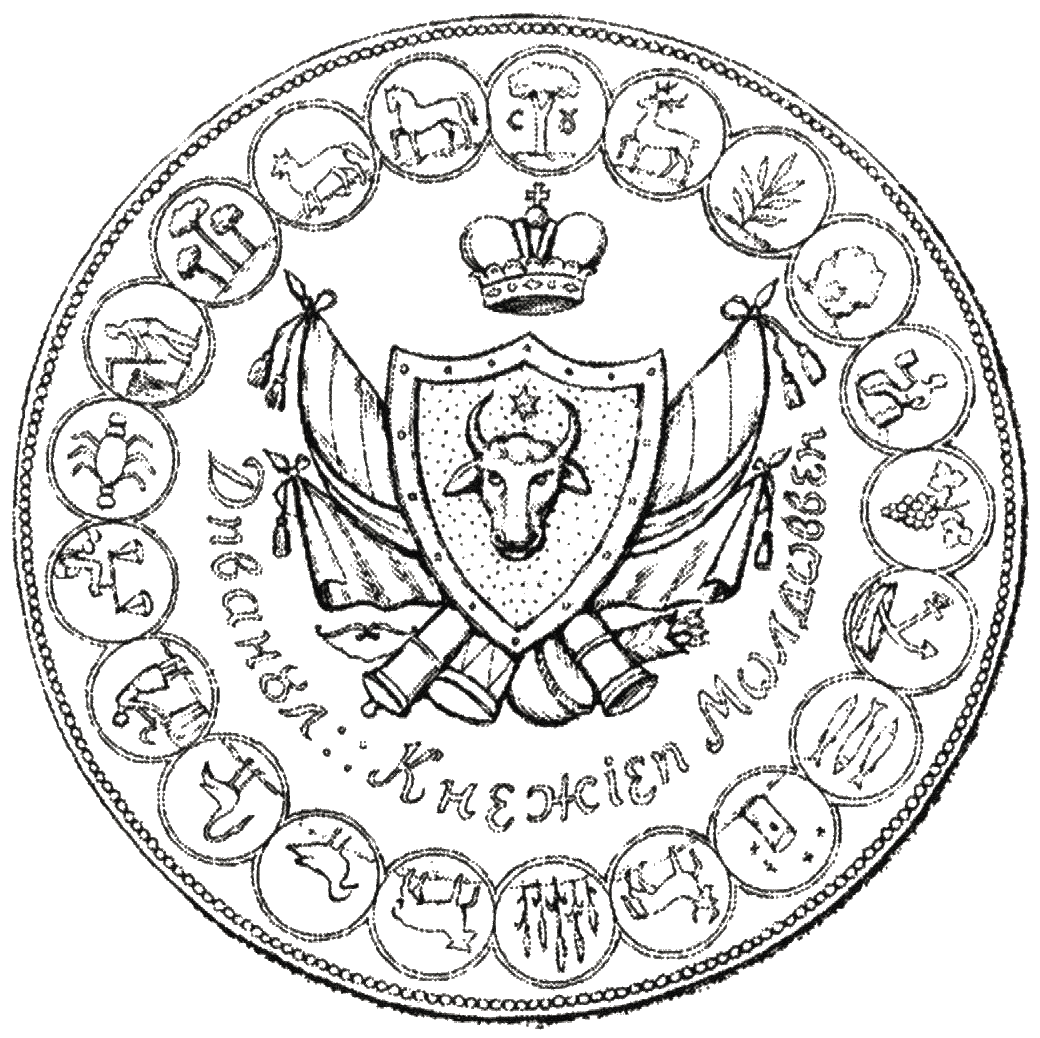
Sigiliul Divanului Cnejiei Moldovei cu stema Țării Moldovei înconjurată de 21 de medalioane cu stemele ținutale

Sigiliul Divanului Cnejiei Moldovei (cca. 1806 - 1812) - cea mai veche imagine cunoscută care a conservat simbolurile ținutale - conține stema ținutului Tutovei reprezentată de un medalion cu trei pești, doi spre dreapta, cel din mijloc spre stânga. Peștii ca elemente heraldice au fost păstrați la elaborarea stemelor județului Tutova și orașului Vaslui.

## Istoric

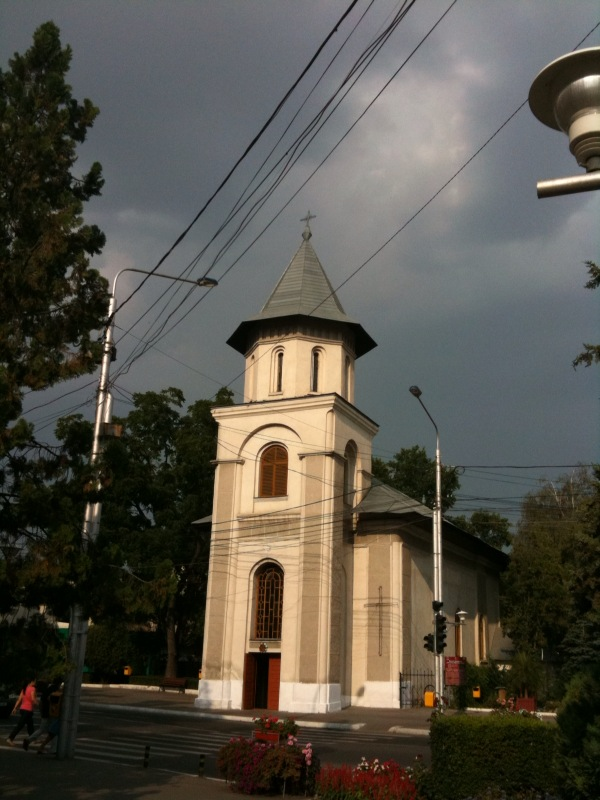
Biserica Domnească din Bârlad, ctitorie a lui Vasile Lupu de la 1640.

Toponimul ținutului Tutova este de origine slavă și înseamnă „ținutul murelor”. Existența unei unități administrative cu centrul la Bârlad este destul de veche, un anume Negrea (Negru) de la Bârlad fiind menționat într-un document din 1 septembrie 1400 ca membru în sfatul domnesc. El va apărea în documentele ulterioare cu titlul de vornic. 
Prima atestare documentară a acestui ținut apare într-un act din 1 septembrie 1435, prin care voievodul Iliaș (fiul lui Alexandru cel Bun) îi comunica lui Vladislav, „iubitului Crai al Poloniei, Lituaniei, Rusiei și Domnitor al multor țări”, că se împăcase cu fratele său Ștefan, căruia îi dăduse în stăpânire mai multe teritorii din partea de sud a țării, ce se aflau în Ținutul Vasluiului, Ținutul Tutova, Ținutul Covurluiului și Ținutul Tecuciului  („…orașul Vaslui și ocolul ce ascultă de acest oraș, și ținutul de la Tutova și târgul Bârladului, cu tot ocolul, și morile Covurluiului și orașul Tecuciu, cu tot ocolul, și Oltenii…”). Documentul a fost publicat de istoricul Mihai Costăchescu în volumul Documente moldovenești înainte de Ștefan cel Mare. Ținutul Tutova a fost menționat ulterior în acte domnești ale lui Ștefan cel Mare și urmașilor săi, precum și în lucrarea Descriptio Moldaviae, scrisă în perioada 1714-1716 de cărturarul Dimitrie Cantemir.
Potrivit lui Dimitrie Cantemir, orașul Bârlad, centrul administrativ al ținutului, era „odinioară (...) foarte mare; acum este însă pustiit și i s-au răpit toate frumusețile. El este scaunul vornicului de Țara de Jos, care poruncește în Moldova de Jos, dar slujba lui o împlinesc doi vornici mai mici, fiindcă el trebuie să urmeze necontenit curtea”. În apropierea orașului, la o milă italienească pe malul râului, mai existau în acea vreme „rămășițele unei cetăți foarte vechi, numită astăzi Cetatea de Pământ, adică oraș de pământ. Nu s-au găsit nici temeliile vreunei case, nici vreun izvod din care să se poată afla cu siguranță de cine a fost zidită. N-au mai rămas în picioare decât ziduri de pământ; bănuiesc că au fost ridicate odinioară de către locuitorii țării pentru a stăvili năvălirile tătărăști”.
Reformele administrative introduse în secolul al XVII-lea de Constantin Mavrocordat a împărțit ținuturile în ocoale, numind în fruntea lor un pârcălab și un ispravnic. Pârcălabul avea atribuții administrative și fiscale, în timp ce ispravnicii aveau atribuții judecătorești și polițienești. Numărul ocoalelor a variat de la o perioadă la alta. Astfel, potrivit unei statistici din anul 1774 și a condicii „liuzilor” din 1802, ținutul Tutova era împărțit în patru ocoale: Corod, Pereschev, Simila și Tutova. În unele perioade a mai aparținut ținutului și ocolul Racova, ce aparținea normal de ținutul Vaslui.
Ținutul Tutova a fost desființat în anul 1864, în urma reformei administrative a Principatelor Române prin care s-au desființat toate ținuturile și s-au înființate județele. Teritoriul ținutului Tecuci a fost inclus în nou-înființatul județ Tutova.